# تایکانگ لایف
تایکانگ لایف (انگلیسی: Taikang Life) شرکت بیمه چینی است، که در سال ۱۹۹۶ تأسیس شد.